# Gasto familiar en México
El gasto familiar en México es una rama económica que permite comprender la evolución del consumo de las familias mexicanas. La mayoría de estas centran sus gastos en despensas, transportes, educación, aseo, óseo, necesidades culturales y lujos.

## Historia
El gasto familiar es la manera de evaluar y conocer los ingresos monetarios de una familia. En el caso de México, los ingresos monetarios permiten conocer la distribución y el cambio de sus gastos, sin embargo, las variaciones monetarias no suelen ser las mismas para todos los niveles socioeconómicos mexicanos. La historia del gasto familiar se concentra en expresar ciertos tipos y estilos de vida basados en un salario mínimo, en sus necesidades básicas, y en sus niveles de consumo. Tanto el consumo como las clases sociales mexicanas se interrelacionen entre sí; creando espacios de consumo tales como: el mercado, centros comerciales, parques de diversión y de cultura, medios de transportes, turismo, restaurantes, hospitales entre muchos otros espacios. Estos permiten conocer la evolución del gasto mexicano entre las familias. El consumo moderno es considerado como la adquisición y uso de objetos, sin embargo, este término ha existido desde el surgimiento de la humanidad, aunque este término hoy en día es considerado como un fenómeno global interrelacionado en todo el planeta. Actualmente, el consumo es un fenómeno cultural efectuado por las condiciones económicas de los individuos, dicho esto, su desarrollo en el país se basó en la construcción del México contemporáneo.

## Economías de las familias mexicanas
La economia de las familias se vieron afectadas por las inestabilidades políticas y socioeconómicas del país durante las primeras décadas del siglo XX. A lo largo de la historia económica de México las familias jugaron un papel primordial para el crecimiento y desarrollo económico del país ya que estos entes sociales forman parte de la microeconomía generando productores y consumidores en el mundo económico nacional. La nueva política económica de Alberto J. Pani aperturó en 1925 realizar proyectos de vivienda, de crédito, de ahorro, educativos, de leyes y de salubridad pública generando modos de vida entre las familias mexicanas así como entre las nuevas clases sociales de México. Estos proyectos beneficiaron el crecimiento económico entre los principales sectores sociales, creando nuevas dinámicas socioeconómicas entre las familias mexicanas.

### Familias mexicanas (1909-1929)
Durante estos años, las familias mexicanas concentraron su economía bajo un sistema económico orgánico o tradicional sujeta a los ciclos de la naturaleza y del régimen de lluvias . De tal motivo, estos primeros años las familias mexicanas solventaron sus necesidades básicas a través de las cosechas y del campo. Desde la inestabilidad económica hasta la Revolución Mexicana, las familias se caracterizaron de generar ingresos monetarios a través de las actividades económicas, actualmente conocidas como  sector primario. La reestrucción de Constitución de los Estados Unidos Mexicanos de 1917 aperturó en las familias configurar nuevos modelos de consumo tras la regulación del salario y el control de las jornadas laborales. La construcción del Estado Posrevolucionario se desarrolló tras el gobierno de Álvaro Obregón y Plutarco Elías Calles, quienes impulsaron instituciones bancarias:
- Banco de México
- Banco Nacional de Crédito Agrícola

Estas instituciones se convirtieron en generadores de créditos agrícolas promoviendo el crecimiento económico del país a través del auge empresarial y comercial ya no se trata de establecer las actividades primarias entre las familias sino consolidar la clase de negocios con mayor poder adquisitivo. Estas nuevas actividades trasformaron los niveles de consumo así como los gastos familiares provocando una clasificación entre las clases sociales existentes y la futura clase social media. En la segunda década del siglo, las nuevas familias del campo, de negocios, y comerciantes establecieron sus niveles de consumo debido a los constantes factores evolutivos de la época.
Para 1926 hasta 1929, el país se caracterizó por desarrollar una crisis económica. La Gran Depresión generó grandes escándalos económicos en cada rincón del mundo. México enfrentó la crisis mediante la reestrucción de las políticas económicas creando estrategias que solventar las condiciones socioeconómicas de todas las familias mexicanas:
- Devaluación de la moneda de 1926.[7]
- Caída de los ingresos fiscales y el gasto público.[8]
- Emisión de los billetes mexicanos.[9]